# Mohamed Al-Deayea
Mohammed Al-Deayea (Al-Daʿayyaʿ, in arabo محمد عبد العزيز دعيع الشمري‎?) (Tabuk, 2 agosto 1972) è un ex calciatore saudita, di ruolo portiere.
È considerato un vero e proprio monumento della sua nazionale, di cui detiene il record di presenze (178) e con cui ha disputato quattro fasi finali del mondiale e ha vinto la Coppa d'Asia nel 1996 e ottenuto il secondo posto nel torneo nel 2000 (in entrambe le occasioni è stato eletto miglior portiere della manifestazione).

## Carriera

### Club
La sua carriera nelle squadre di club si è svolta in due sole società: l'Al-Ta'ee Ha'il, con cui è rimasto fino al 1999, e l'Al-Hilal, in cui ha militato fino al 2010, anno del ritiro. Nel 2001 fu vicinissimo ad approdare al Manchester United, ma all'ultimo momento l'allenatore Alex Ferguson gli preferì il francese Fabien Barthez. Con l'Al-Hilal ha, comunque, ottenuto numerosi successi, inclusi 4 titoli sauditi, una AFC Champions League, una Coppa delle Coppe dell'AFC e una Supercoppa d'Asia.
Si è ritirato ufficialmente dall'attività agonistica il 14 giugno 2010. Il 5 gennaio 2012, a Riad, Al-Deayea è tornato a vestire la maglia dell'Al-Hilal contro la Juventus (uscita vincitrice per 7-1) in una partita organizzata proprio per celebrare il ritiro del portiere saudita.

### Nazionale
Dopo aver vinto il titolo mondiale under-16 in Scozia nel 1989, Al-Deayea ha esordito in nazionale il 24 settembre 1990, in un'amichevole contro il Bangladesh. Da allora, ha difeso la porta dei Figli del deserto in numerose ed importanti manifestazioni sportive. Ai mondiali statunitensi del 1994 fu titolare e giocò delle buone partite (soprattutto nella sfida contro il Belgio, vinta dagli arabi per 1-0), permettendo all'Arabia Saudita di passare a sorpresa il primo turno.
Fu protagonista dei pochi successi della sua nazione: sempre nel 1994 vinse la Coppa del Golfo (successo bissato nel 2002) e nel 1996 giocò un ruolo fondamentale nel successo nella Coppa d'Asia, di cui fu eletto miglior portiere. Prese parte, sempre da titolare, ai mondiali francesi del 1998 e a quelli nippo-coreani del 2002. Nel 2000 ottenne il secondo posto in Coppa d'Asia e fu di nuovo eletto miglior portiere del torneo.
L'11 maggio 2006, durante un'amichevole contro il Belgio, è sceso in campo per la 178ª volta con la maglia della sua nazionale: un record per quanto riguarda il calcio maschile professionistico. Al-Deayea ha fatto parte, seppure non titolare, della compagine araba che ha disputato la Coppa del mondo del 2006. Dopo il mondiale tedesco ha annunciato il proprio ritiro dal calcio internazionale.

## Palmarès

### Club

#### Competizioni nazionali
- Saudi First Division: 1

Al-Ta'ee Ha'il: 1995-1996
- Saudi Founder's Cup: 1

Al-Hilal: 1999
- Campionato saudita: 4

Al-Hilal: 2002, 2005, 2008, 2010
- Coppa della corona del principe: 7

Al-Hilal: 2000, 2003, 2005, 2006, 2008, 2009, 2010
- Coppa Principe Faisal Bin Fahad: 3

Al-Hilal: 2000, 2005, 2006

#### Competizioni internazionali
- AFC Champions League: 1

Al-Hilal: 2000
- Supercoppa d'Asia: 1

Al-Hilal: 2000
- Coppa delle Coppe araba: 1

Al-Hilal: 2000
- Supercoppa araba: 1

Al-Hilal: 2001
- Coppa delle Coppe dell'AFC: 1

Al-Hilal: 2001-2002

### Nazionale
- Coppa d'Asia: 1

1996